# Brigitte Simon (peintre)
Pour les articles homonymes, voir Brigitte Simon et Simon (patronyme).
Brigitte Simon, née le 17 février 1926 à Reims (Marne) et morte le 7 août 2009 à Bressuire (Deux-Sèvres), est une maître-verrière, peintre et graveuse française.
Elle est réputée pour ses nombreux vitraux en particulier pour les cathédrales de Reims et de Nantes ainsi que pour les livres d'artistes réalisés en collaboration avec des poètes.

## Biographie
Brigitte Simon naît dans une grande famille de verriers qui exerce son activité à Reims depuis au moins 1640. Elle est la plus jeune fille du vitrailliste Jacques Simon, la sœur du peintre et lithographe Luc Simon et de la dessinatrice et sculptrice Simone Simon.
Elle commence très tôt à dessiner. L'atmosphère de l'atelier où son père exerce son activité de peintre-verrier est déterminante pour sa vocation d'artiste. Après des études classiques, elle apprend la peinture à Paris où elle vit de 1945 à 1949. Elle travaille durant cinq mois à l'atelier d'André Lhote. Elle rencontre Le Corbusier et réalise pour lui son premier vitrail « Modulor ».
Elle épouse le peintre Charles Marq en 1949, avec qui elle a deux enfants, Bernard et Charlotte. Parallèlement à leur activité de peintre, ils travaillent à l'atelier de vitraux paternel, avant de le reprendre lorsque son père prend sa retraite.
En 1956, elle découvre l'Ardèche dont les paysages rocheux influenceront profondément son œuvre de peintre. Elle fait la connaissance de Joseph Sima et il s'établit entre eux une profonde amitié. Elle collabore aussi avec de grands artistes comme Jacques Villon, Roger Bissière, Serge Poliakoff, Maria Helena Vieira da Silva, Raoul Ubac, Marc Chagall.
En 1961, elle réalise son premier vitrail pour la cathédrale Notre-Dame de Reims, avant de créer des œuvres pour la nef de Saint-Philibert de Tournus, la collégiale Notre-Dame de Vitry-le-François et la cathédrale de Nantes. Entre 1971 et 1981, elle exécute à nouveau plusieurs verrières pour les bras sud et nord du transept de la cathédrale de Reims. Dans le cadre de l'atelier, elle réalise avec son mari les vitraux de Marc Chagall pour la cathédrale en 1974.
Sa première exposition personnelle se tient à la Galerie Jacob à Paris en 1968 : des pointes-sèches réalisées pour un livre d'artiste avec Claude Esteban, illustrant une suite de poèmes intitulée La Saison dévastée. Ses œuvres se retrouvent notamment dans la collection Pierre Lecuire. Elle illustre de nombreux livres dont en 1968 Aliénés et en 1994, à l'initiative de François Chapon, Le Printemps.
En 1989, le musée des Beaux-Arts de Reims lui consacre une importante rétrospective. Brigitte Simon et Charles Marq reçoivent en 1990 le Grand Prix national des Métiers d'art.

## Livres d'artistes
- Apocalypse avec 11 lithographies de Brigitte Simon. Tiré à 60 exemplaires hors commerce. Imprimé par Mack et Sévin à Reims le 22 juin 1948.
- Claude Esteban (ill. pointes-sèches de Brigitte Simon, tiré à 85 ex.), La Saison dévastée, Paris, Denise Renard (Galerie Jacob), 1968.
- René Char (ill. gaufrages de Brigitte Simon, tiré à 50 ex.), Aliénés, Ribaute-les-Tavernes, PAB, 1968, [7] p., 11 cm.
- Pierre-André Benoit (ill. gravures de Brigitte Simon, tiré à 21 ex.), Fin, Alès, PAB, 1968, [7] p. - [2] f. de pl., 11 cm.
- Mila Gagarine (ill. gravures de Véra Pagava, Brigitte Simon, Maria Helena Vieira da Silva  et Geneviève Asse, tiré à 77 ex.), Âme une, Paris, P. Lecuire, 1981, [34] p.-[4] f. de pl., 31 cm (ISBN 2-902176-25-2).
- Pierre Lecuire (ill. 5 pointes sèches de Brigitte Simon, tiré à 62 ex.), Déserts, Paris, P. Lecuire, 1984, [8] p.-[4] f. de pl., 12 x 20 cm.
- Pierre-André Benoit (ill. 2 gravures de Brigitte Simon, tiré à 30 ex. + 2 h.c.), Je meurs à Saint-Ambroix, Sauveterre, La Balance, 1986, [7] p.-[2] f. de pl., 22 cm.
- Paul Claudel (préf. François Chapon, ill. 7 pointes sèches de Brigitte Simon, tiré à 100 ex.), Le Printemps, Genève, J.T. Quentin, 1994, 36 p., 33 cm.
- André Frénaud (ill. pointes sèches de Brigitte Simon, tiré à 60 ex.), La Mort, l'Amour, le Mourir, Paris, Monique Mathieu, 1995, [20] p.-[6] f. de pl, 24 cm.